# Биелик, Пальо
Пальо Биелик (словац. Paľo Bielik, псевдоним Ян Буква словац. Ján Bukva; 11 декабря 1910 года, Нойзоль, Австро-Венгрия, ныне Банска-Бистрица-Сеница, Словакия — 23 апреля 1983 года, Братислава, Словакия) — словацкий актёр, режиссёр и сценарист, один из основоположников словацкого кинематографа. Супруга — словацкая актриса Марта Черницкая-Биеликова (1920—2002). 

## Биография
После окончания в 1929 году техникума металлообработки в городе Банска-Бистрица сменил множество профессий (был чертёжником, сборщиком, продавцом, жандармом). Играл в любительском театре в г. Банска-Бистрица. 
В роли словацкого национального героя Яношика из одноимённой пьесы Йиржи Магена его увидел знаменитый словацкий художник и режиссёр Карел Плицка и порекомендовал Мартину Фричу на главную роль в фильме «Яношик» (1935). 
Успех фильма привел Пальо Биелика в Словацкий национальный театр в Братиславе, где он работал с 1939 по 1942 год. В 1943 — 1945 годах был режиссёром короткометражных фильмов в компании "Nástup/Наступ". 
Во время Cловацкого национального восстания совместно с Каролом Кршком сделал документальные кадры боёв повстанцев, на основе которых в 1945 году появился документальный фильм «За свободу». 
После 1945 года стал режиссёром полнометражных художественных фильмов, имевших большой успех у зрителей.

## Фильмография
- 1935: Яношик (словац. Jánošík) (участвовал в качестве актёра: в роли Юрая Яношика)
- 1937: Семья Гордубала (Hordubalové) (актёр: в роли Михала Гордубала)
- 1947: Рассказы Чапека/Čapkovy povídky (актёр: в роли жандарма-капитана Гавелки)
- 1947: Будь осторожен/Varúj...! (актёр: в роли Андрея Мураницы)
- 1948: Волчьи норы/Vlčie diery (режиссёр, актёр: в роли Дичо)
- 1950: Плотина/Priehrada (режиссёр)
- 1952: Lazy sa pohli (режиссёр)
- 1953: В пятницу тринадцатого/V piatok trinásteho (режиссёр)
- 1956: Адам Адаму рознь/Nie je Adam ako Adam (режиссёр – среднеметражный фильм)
- 1957: Сорок четыре/Štyridsaťštyri (режиссёр)
- 1959: Капитан Дабач / Kapitán Dabač (режиссёр)
- 1962-63: Яношик I-II (режиссёр; в советском прокате «Горные мстители»)
- 1966: Мастер-палач /Majster kat (режиссёр)
- 1968: Tри свидетеля/Traja svedkovia (режиссёр)

## Награды
- 1955 — Заслуженный артист Чехословакии
- 1968 — Народный артист Чехословакии.